# Zum Weißen Roß (Bad Liebenwerda)
Der Gasthof Zum Weißen Roß war ein historischer Gastronomiebetrieb in der Kurstadt Bad Liebenwerda im südbrandenburgischen Landkreis Elbe-Elster. Hier befand er sich nahe der Stadtpfarrkirche St. Nikolai und dem Rathaus unmittelbar am Markt. Das Gebäudeensemble befindet sich heute zum Teil unter Denkmalschutz.

## Baubeschreibung und -geschichte

Bürgermeister Friedrich Bormann

Eine erstmalige Erwähnung des Gasthofes erfolgte urkundlich im Jahre 1707. Zu jener Zeit war Johann Andreas der Besitzer des Grundstücks. Allerdings war das Grundstück bereits vorher schon in den Händen verschiedener anderer Besitzer. Ein im Jahre 1935 vom Bad Liebenwerdaer Historiker und Begründer des heutigen Kreismuseums der Stadt M. Karl Fitzkow in der heimatkundlichen Schriftenreihe Die Schwarze Elster veröffentlichtes Hausbesitzerverzeichnis nennt für das Jahr 1551 Gregor Frenzel als Besitzer des Hauses mit der Nummer 84. Im Jahre 1755 findet das Haus erneute Erwähnung als Gasthof. Es war brauberechtigt und besaß die Gastgerechtigkeit. Zu jener Zeit war ein Michael Schneider Inhaber des Gebäudes. Ende des 18. Jahrhunderts erlitt das Haus im Jahre 1798 wohl schwere Schäden durch einen verheerenden Stadtbrand, welcher durch einen Blitzschlag ausgelöst wurde und dem 43 Bürgerhäuser sowie das Rathaus zum Opfer fielen. Dadurch war fand auf dem Grundstück zwischenzeitlich kein Gastronomiebetrieb mehr statt und wurde nur als Wohn- und Lagerhaus genutzt.
Während der Befreiungskriege nahmen Ende September 1813 die Korps der preußischen Generäle Dobschütz und Tauentzien mit 30.000 Mann in Liebenwerda für zehn Tage Quartier. Dobschütz und viele hohe Offiziere der Korps nahmen im Gasthof  Zum Weißen Roß Quartier.
Zwei Jahre später übernahm Friedrich Bormann das Haus und nahm nach Um- und Ausbauarbeiten den Gastwirtschaftsbetrieb wieder auf. Einige Jahre später wird der Gasthof im 1836 erschienenen Reisehandbuch A Handbook for Travellers on the Continent des englischen Verlegers John Murray (1808–1892) erwähnt und wird dort auf der Postroute Berlin–Dresden als very good und excelent sleeping quarters bezeichnet. Das Haus war eine der besten Adressen in der Stadt und beherbergte im Lauf der Zeit viele prominente Gäste. Auf der Gästeliste sollen sich unter anderem Mitglieder der königlichen Familie von Friedrich Wilhelm III. und Reichspräsident Paul von Hindenburg (1847–1934) befinden. Auch der Liebenwerdaer Bürgermeister Friedrich Bormann, welcher im Jahre 1860 das Amt übernahm, lebte und wohnte im Weißen Roß. Dieses Amt hatte er bis 1871 inne.
Die historischen Gebäude dienten bis in die Gegenwart dem Gastronomie- und Hotelwesen. Hier befand sich seit 2009 das Restaurant & Café Exil. Auf der Denkmalliste des Landes Brandenburg steht inzwischen der große Saal des Gasthofes. Dieser massive Fachwerkbau wurde um 1900 errichtet und ist mit einem Satteldach versehen. Sein Sockel besteht aus Sandstein.

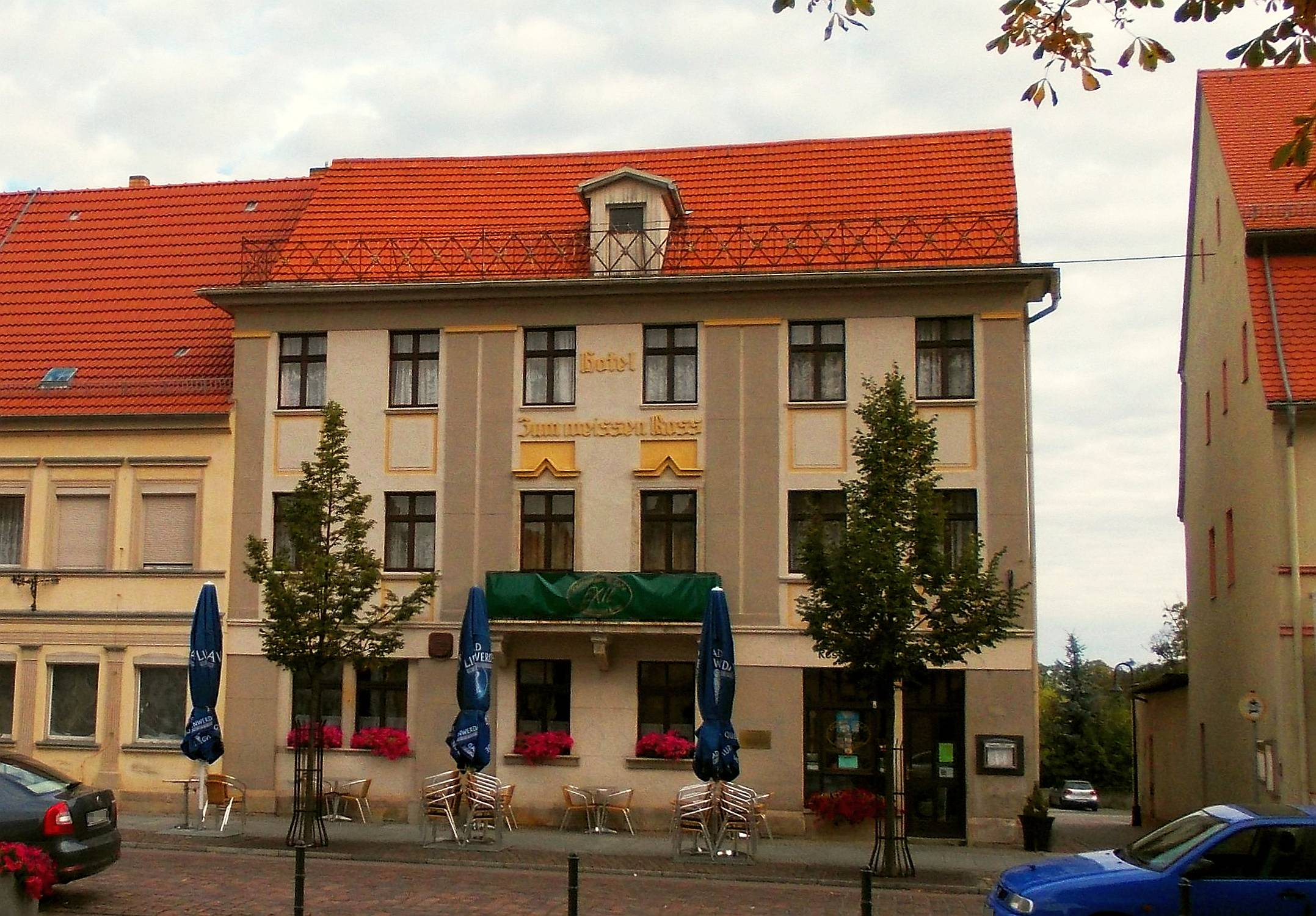
Gasthof Zum Weißen Roß.
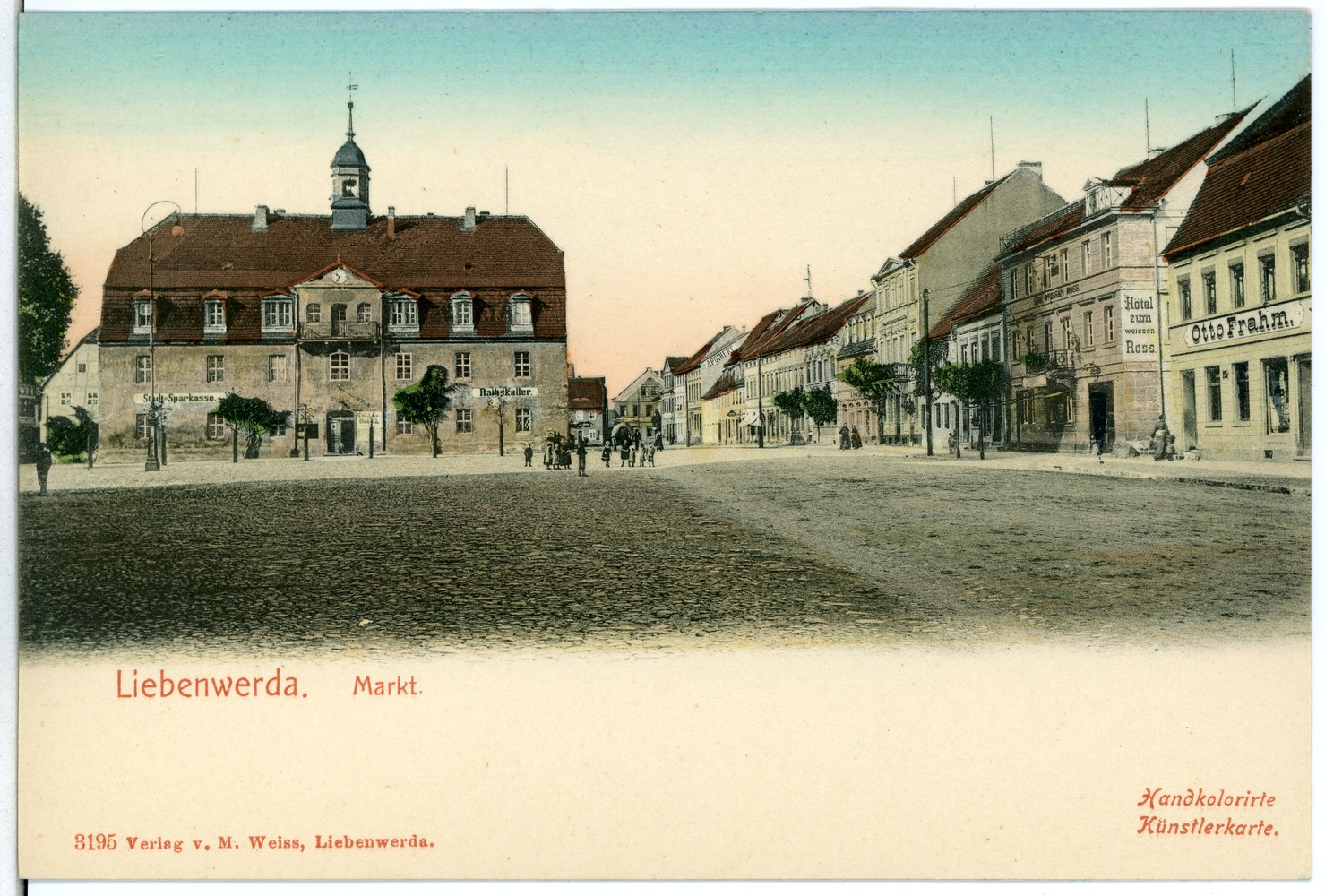
Liebenwerdaer Markt um 1903 auf einer zeitgenössischen Ansichtskarte. Das Hotel „Zum Weißen Roß“ ist rechts im Bild zu sehen.
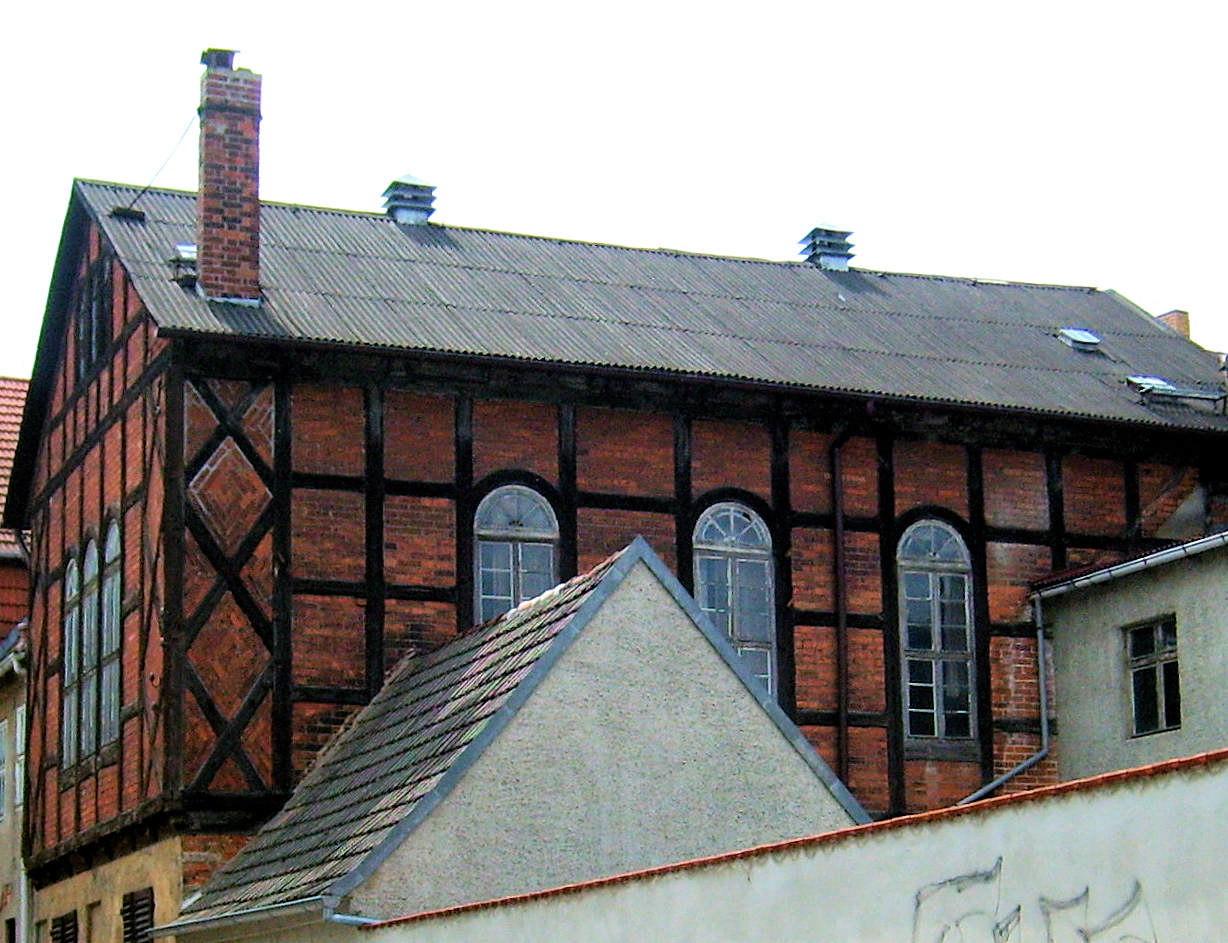
Der unter Denkmalschutz stehende Saal des Gasthofes